# Калавеј (Небраска)
Калавеј (енгл. Callaway) град је у америчкој савезној држави Небраска.

## Демографија
По попису из 2010. године број становника је 539, што је 98 (-15,4%) становника мање него 2000. године.
| Група             | 2000.       | 2010.       |
| Белци             | 618 (97,0%) | 522 (96,8%) |
| Афроамериканци    | 0 (0,0%)    | 0 (0,0%)    |
| Азијати           | 2 (0,3%)    | 2 (0,4%)    |
| Хиспаноамериканци | 9 (1,4%)    | 8 (1,5%)    |
| Укупно            | 637         | 539         |